# Бранимир Шћепановић
Бранимир Шћепановић (Подгорица, 19. април 1937 — Београд, 30. новембар 2020) био је српски књижевник и сценариста.

## Рад
Шћепановићеве приповетке и књиге су код нас штампане од стране издавачких кућа БИГЗ и Нолит.
Шћепановићеве приповетке штампане су као књиге на француском, грчком, мађарском, словеначком и бугарском, а појединачно (у листовима и часописима) и на многим другим језицима. Увршћене су осамнаест антологија код нас и у иностранству. Приповетка Смрт господина Голуже (као једини прилог из југословенске књижевности) увршћена је у избор светске приче Charlesa Angoffa 1969. године у Америци и у антологију Модерне европске приповетке, који су у Данској 1977. године објавили Peter Brask и Morgan Gradenwitz.
Уста пуна земље, књига која са десетим издањем на српском језику прелази тираж од 100.000 примерака, објављена је у 27 иностраних издања и преведена на све значајније светске језике.
По сценаријима које је написао Бранимир Шћепановић снимљено је девет дугометражних играних филмова.
Са филмским редитељем Предрагом Голубовићем, био је почетком 1970-их година 20. века, један од главних руководилаца у уметничком саставу предузећа за производњу, дистрибуцију и изнајмљивање филмова: Филм данас.
По његовом роману снимљен је и филм Уста пуна земље (2023).
У оквиру антологијске едиције Десет векова српске књижевности Издавачког центра Матице српске, објављена је књига Бранимир Шћепановић (књ.бр. 177), коју је приредио Александар Ћуковић.
Живио је и радио у Београду.

## Награде
- Прва награда за приповетку на Београдском фестивалу младих писаца Југославије, 1956.
- Прва награда за приповетку на конкурсу Књижевних новина, 1964.
- Октобарска награда града Београда, за роман Уста пуна земље, 1974.
- Награда „Златна арена”, Филмски фестивал у Пули, за сценарио, за филм Пре истине, 1969.
- Награда „Златна арена”, Филмски фестивал у Пули, за сценарио, за филм Сутјеска, 1973.
- Награда „Борисав Станковић”, за целокупни књижевни опус, 2019.[6]
- Награда „Димитрије Митриновић”, за роман Уста пуна земље, и за изузетан допринос српској култури и очувању лепих уметности, 2019.

## Дела

### Књиге
- Пре истине, приповетке (Београд, 1961);
- Срамно лето, роман (Београд, 1965) — преведен на пољски, мађарски, словеначки и македонски;
- Уста пуна земље, роман (Београд, 1974) — преведен на француски (два издања), грчки (три издања), руски, пољски, мађарски, словеначки, чешки, бугарски, македонски, словеначки, албански, јапански, шведски, енглески, италијански, немачки, дански и фински језик;
- Смрт господина Голуже, приповетке (Београд, 1977);
- Искупљење, роман (Београд, 1980) — преведен на француски, немачки и грчки.

### Дугометражни филмови
- Оно море (1965) - ТВ филм
- Лелејска гора (1968)
- Пре истине (1968)
- Зазидани (1969)
- Срамно лето (1969)
- Како умрети (1972)
- Сутјеска (1973)
- Смрт господина Голуже (1982)
- Време леопарда (1985)